# Saxon Sharbino
Saxon Sharbino (ur. 11 czerwca 1999 w Lewisville) – amerykańska aktorka, która wystąpiła m.in. w serialach Touch, Freakish i Love.

## Filmografia

### Filmy
| Rok  | Tytuł                                     | Rola             | Uwagi    |
| ---- | ----------------------------------------- | ---------------- | -------- |
| 2010 | Red White & Blue                          | córka Eda        |          |
| 2010 | Earthling                                 | mała Joy         |          |
| 2010 | Cool Dog                                  | Sharon           | film DVD |
| 2010 | Bez litości                               | Chastity Storch  |          |
| 2011 | Julia X                                   | mała Julia       |          |
| 2013 | Sprawa zaufania                           | Lydia            |          |
| 2015 | Poltergeist                               | Kendra Bowen     |          |
| 2016 | Aplik@cja                                 | Alice Gorman     |          |
| 2018 | Urban Country                             | Sax              |          |
| 2019 | Miasto bezprawia                          | Charlotte Bayles |          |
| 2020 | Podniebne sekrety (Secrets in the Air)    | Lauren           |          |
| 2023 | Out of Hand                               | Jenny            |          |
| 2024 | Patsy Lee & The Keepers of the 5 Kingdoms | Allura           |          |

### Telewizja
| Rok     | Tytuł                              | Rola           | Uwagi         |
| ------- | ---------------------------------- | -------------- | ------------- |
| 2008    | Friday Night Lights                | Emotional Fan  | 1 odc.        |
| 2012    | Rogue                              | Jane Forsythe  | pilot serialu |
| 2013    | Touch                              | Amelia Robbins | 13 odc.       |
| 2016–17 | Love                               | Simone         | 4 odc.        |
| 2017    | Śmiertelne wybawienie              | Laura Wilcox   | film TV       |
| 2017    | American Vandal                    | Sara Pearson   | 3 odc.        |
| 2017    | Prawo i porządek: sekcja specjalna | Savannah Ross  | 1 odc.        |
| 2017    | Freakish                           | Anka           | 9 odc.        |
| 2017    | Lucyfer                            | Carly Glantz   | 1 odc.        |
| 2021    | Burb Patrol                        | Zoe Riley      | 3 odc.        |